# تشارلي فومين
تشارلي روسيل فومين (بالفرنسية: Charley Roussel Fomen)‏ (مواليد 9 يوليو 1989 في بويا - الكاميرون) هو لاعب كرة قدم كاميروني يلعب في مركز الظهير الأيسر.

## روابط خارجية
- تشارلي فومين على موقع الاتحاد الدولي (مؤرشف)  (الإنجليزية)
- تشارلي فومين على موقع قاعدة بيانات كرة القدم.إي يو (الإنجليزية)
- تشارلي فومين على موقع ليكيب (الفرنسية)
- تشارلي فومين على موقع Soccerway.com (الإنجليزية)
- تشارلي فومين على موقع كووورة